# Sprickhuggspindel
Sprickhuggspindel (Drassodes villosus) är en spindelart som först beskrevs av Tord Tamerlan Teodor Thorell 1856.  Sprickhuggspindel ingår i släktet Drassodes och familjen plattbuksspindlar. Arten är reproducerande i Sverige. Inga underarter finns listade i Catalogue of Life.